# Esquisse pour un portrait du vrai libertin
Esquisse pour le portrait du vrai libertin est un essai de Roger Vailland publié en 1945, peu de temps après le roman Drôle de jeu qui lui valut le prix Interallié.
Roger Vailland écrit cet essai en 1946 peu de temps après un autre essai Quelques réflexions sur la singularité d'être français qui sera lui aussi repris dans le recueil Le regard froid.

## Historique
Roger Vailland a écrit à la même époque dans son roman Les Mauvais Coups : « La passion offre au faible l'illusion de la violence, au solitaire elle fait croire qu'il est mêlé à quelque chose, à l'impuissant qu'il agit. »

## Résumé

Blason des Sade

Cette épitaphe qui ouvre cet essai que l'on retrouve aussi dans Le regard froid ou dans le titre de la biographie de Yves Courrière, est une citation du marquis de Sade, un des libertins préférés de Vailland. Dans ce court essai, Vailland oppose amour-plaisir et amour-passion. À cette époque, il vit lui-même la fin d'un amour-passion avec sa première femme Andrée blavette, dite 'Boule', dont il va bientôt se séparer. Il la dépeint sous les traits de Mathilde dans Drôle de jeu, la traitresse qu'il va tuer symboliquement puis sous ceux de Roberte dans son second roman Les Mauvais coups, qu'il va 'suicider' tout aussi symboliquement. Prémonition, 'Boule' se suicidera vraiment en 1962. Mathilde et Roberte, femmes jalouses, tombent dans le mélodrame.
Après avoir désigné les athées du XVIIIe siècle, le libertin est devenu celui qui « vole à Éros son arc et ses flèches », celui pour qui l'amour n'a rien à voir avec la reproduction. Le libertinage ou amour-plaisir est aussi très éloigné « des formes romantiques de l'amour qui mènent aux mélos et aux romans populaires. » Pour le libertin comme pour le marquis de Sade qui en est une des figures marquantes, en amour il n'y a pas de tabous. L'amour-plaisir est aussi un 'drôle de jeu' où l'enjeu peut être si fort, comme dans Les Liaisons dangereuses, qu'il peut s'achever en tragédie.
Chez le libertin, le désir est chose sérieuse, canalisée, qui ne doit rien à l'emportement d'un moment qui sied au 'coureur',  l'homme à femmes. C'est pourquoi « le jeu de l'amour exige des partenaires de haute vertu. » Avec ses règles précises de séduction et d'exécution, cette égalité des partenaires qui peut mener à la tendresse, le libertinage tend vers « la tragédie classique » qui est le destin de Valmont et de la marquise de Merteuil dans Les liaisons dangereuses.

## Sources
Œuvres de Vailland
- Esquisse pour un portrait du vrai libertin, Jacques Haumont, 1946
- Laclos par lui-même, Éditions du Seuil, Paris, 1953
- Monsieur Jean, pièce en 3 actes sur le thème de Don Juan, Éditions Gallimard, Paris, 1959

Préfaces de Vailland
- Les Liaisons dangereuses, Choderlos de Laclos, préface de Roger Vailland, Paris, Club du Livre du Mois, 1955
- Les Mémoires de Casanova, préface de Roger Vailland, Paris, Club du Livre du Mois, 1957

Sade, Casanova, Laclos
- Justine ou les Malheurs de la vertu, marquis de Sade, 1791, Le livre de poche, 1973
- Casanova l'admirable, Philippe Solers, Plon, 1988
- Laclos et le libertinage, actes du Colloque du bicentenaire des Liaisons dangereuses, Paris, Presses universitaires de France, 1983